# Money Mad (film, 1908)
Pour les articles homonymes, voir Money Mad.
Money Mad est un film muet américain réalisé par D. W. Griffith, sorti en 1908.

## Synopsis
Une série de morts fait suite au vol d'un sac.

## Fiche technique
- Titre : Money Mad
- Réalisation : D. W. Griffith
- Scénario : D. W. Griffith, d'après la nouvelle Just Meat de Jack London[1]
- Société de production et de distribution : American Mutoscope and Biograph Company[2]
- Photographie : G. W. Bitzer
- Pays :  États-Unis
- Format[3] : Noir et blanc - Muet - 1,33:1 ou 1,37:1[1] - 35 mm[1],[4]
- Longueur de pellicule : 684 pieds (208 mètres[4])
- Durée : 11 minutes (à 16 images par seconde)[3]
- Date de sortie : 4 décembre 1908

## Distribution
Les noms des personnages proviennent de l'Internet Movie Database.
- Mack Sennett : l'homme dans la rue
- Harry Solter : le premier méchant
- Arthur V. Johnson : l'employé de banque
- Charles Inslee : l'avare
- Florence Lawrence : une cliente à la banque / la logeuse
- George Gebhardt : le deuxième méchant[1],[5]
- Jeanie Macpherson : une cliente à la banque[1],[5]

## Autour du film
Les scènes du film ont été tournées le 28 octobre et les 2 et 16 novembre 1908 dans le studio de la Biograph à New York.
Des copies du film existent encore aujourd'hui.